# Villa Maria (Livorno)

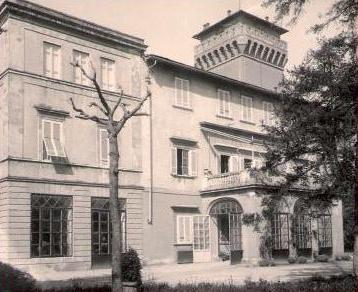
Foto della villa prima della seconda guerra mondiale

Villa Maria, nota anche come Villa Lazzara o Villa Capponi, si trova a Livorno, in via Calzabigi.
È sede di una sezione della Biblioteca Labronica.

## Storia

### I Capponi e i Rodocanacchi
Le origini della villa risalgono alla metà del Settecento, quando i fratelli Capponi, marchesi di origine fiorentina, fecero costruire un primo edificio nella "Cura di San Jacopo".
Nel 1809 l'immobile passò a Michele Rodocanacchi. In seguito, con Pietro Rodocanacchi, furono apportate importanti trasformazioni sotto l'influenza dell'altra grande dimora che la famiglia possedeva presso il colle di Monte Rotondo (si veda Villa Rodocanacchi).
Nel corso di questi lavori si registra un consistente ampliamento del fabbricato, il quale fu affiancato una torre a pianta quadrata di gusto medioevale.
A dimostrazione del passaggio dei Rodocanacchi, al primo piano della villa è visibile in un pavimento a mosaico lo stemma di famiglia, ossia un cesto di rose e le lettere "PPR".

### I Lazzara
Nel 1903 l'immobile e il rigoglioso parco circostante passarono a Giovanni Lazzara, il quale fece costruire una torre serbatoio per immagazzinare l'acqua necessaria alle quattro serre della villa, alle scuderie e al lavatoio, oltre che alla lavorazione del corallo.
Durante il periodo Lazzara la manifattura, posta all'ultimo piano della villa in quanto zona maggiormente esposta alla luce, contava più di mille operaie specializzate. Oltre alla sede in via Calzabigi, la ditta denominata "Giovanni Lazzara", fondata dallo stesso nel 1880, possedeva altri due stabilimenti: uno nella zona di Montenero e uno ad Avane (PI).
Giovanni Lazzara (1850-1929) fu insignito del "Cavalierato del Lavoro" per i meriti conseguiti nella occupazione femminile con la lavorazione del corallo, aggiudicandosi il primato cittadino nel settore dell'artigianato.
Durante la seconda guerra mondiale l'edificio divenne sede del comando tedesco di Livorno, per poi tornare, nel dopoguerra, in possesso della famiglia Lazzara.

### La donazione al Comune di Livorno

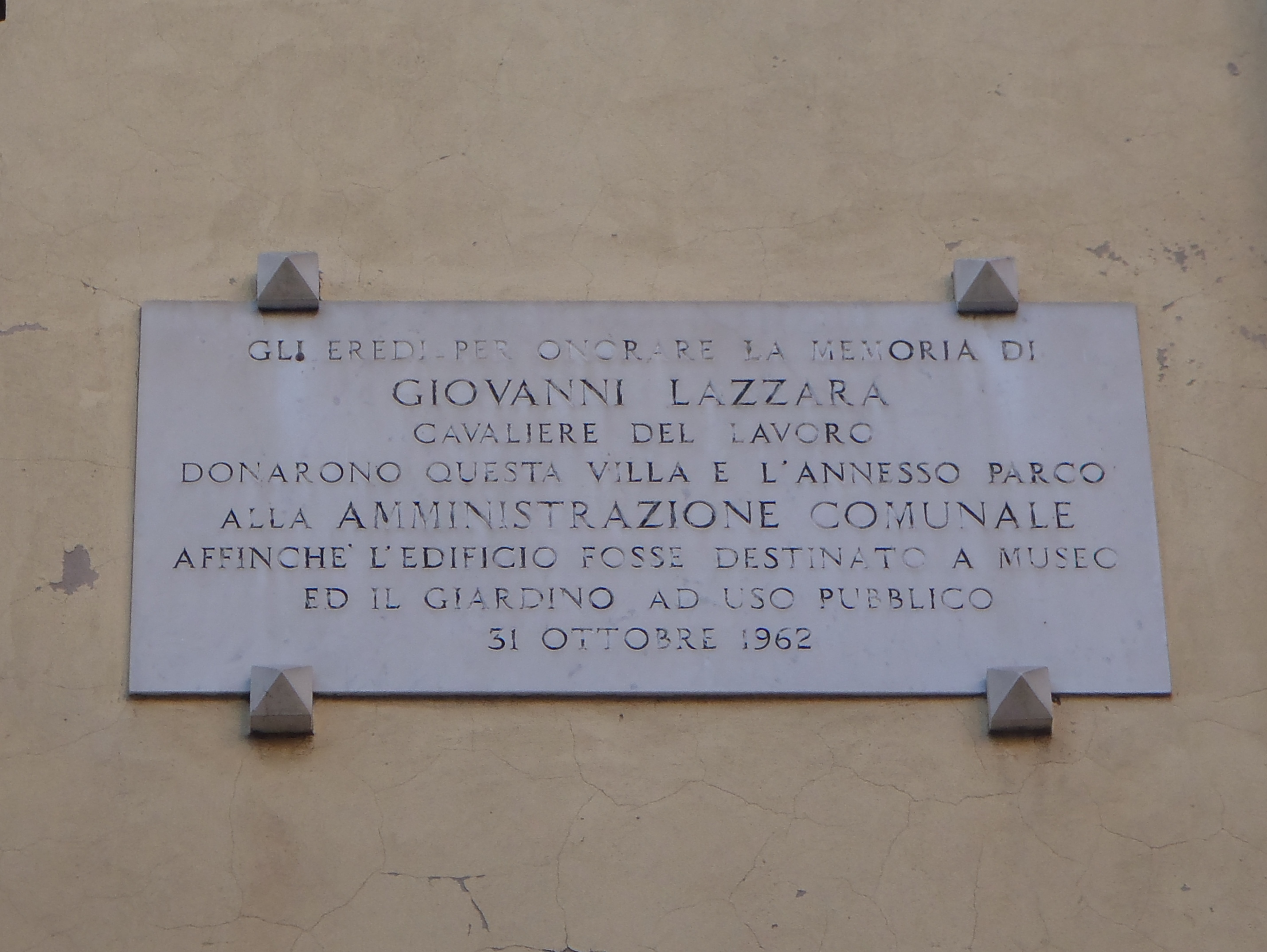
Targa commemorativa della donazione

Nel 1962 la villa ed il parco furono donati dalla famiglia Lazzara al Comune di Livorno con vincolo d'uso perpetuo a museo ed una sala intitolata al cav. Giovanni Lazzara, così il parco a verde pubblico. A commemorazione di questo evento è stata apposta una targa sulla facciata della villa. Si legge: "Gli eredi per onorare la memoria di Giovanni Lazzara Cavaliere del Lavoro donarono questa villa e l'annesso parco alla amministrazione comunale affinché l'edificio fosse destinato a museo e il giardino ad uso pubblico. 31 ottobre 1962."
L'amministrazione comunale, dapprima ne fece sede del Museo Progressivo di Arte Contemporanea (poi smantellato e alcuni decenni dopo allestito presso il Museo della Città) e quindi del "Centro di documentazione e ricerca visiva", dove erano conservate le fonti inerenti storia e cultura cittadina.
Con l'avvio di un progetto di adeguamento funzionale, nei primi anni duemila, i fondi furono trasferiti a Villa Fabbricotti e l'edificio andò incontro ad un rapido degrado. Con la ripresa dei lavori, la villa è stata riaperta parzialmente al pubblico solo il 22 ottobre 2013. All'interno furono trasferiti i fondi (circa 120.000 volumi) provenienti dalla sezione, allora in restauro, dei Bottini dell'olio.
Con la riapertura dei Bottini dell'olio, è stata trasformata in un centro di documentazione sulle arti dello spettacolo.

## Descrizione

### Esterno
L'ingresso principale al parco della villa, lungo la via Calzabigi, è segnato da una sorta di porta turrita, a forma di castello denominato "Castelletto", oltre la quale si apre un viale alberato che conduce verso l'imponente dimora.
Elemento di spicco della villa vera e propria è il caratteristico torrione che si erge sul lato settentrionale del complesso.
Il fabbricato si innalza su tre piani fuori terra; l'attuale ingresso principale è segnato da un portico sostenuto da pilastri e arcate a tutto sesto.

### Interno
All'interno in passato vi erano imponenti vetrate in vetro veneziano e numerosi affreschi con rappresentazioni decorative sulle pareti e soffitti. Persistono, sotto il loggiato dell'edificio denominato "Castelletto", le iniziali "GL" di Giovanni Lazzara. Tutti gli affreschi interni alla villa, nel periodo in cui questa diventò sede del "Museo progressivo di Arte Contemporanea", furono coperti con vernice bianca. Ad oggi solo gli affreschi del piano terreno sono stati in parte recuperati ed in parte ricostruiti.

### Il parco
Il parco che circonda la villa si estende lungo i due ingressi: uno posto in via Calzabigi e l'altro in via Redi. L'area del parco fu ridimensionata durante il susseguirsi degli anni del dopoguerra a causa dell'urbanizzazione consentita dai vari piani regolatori. Ad oggi, a meno delle numerose statue ed elementi di decoro sottratte nei tempi passati, persistono i pini del viale principali, tre dei quali piantati in ricordo della nascita dei tre figli Lazzara. L'insolita struttura a pianta ottagonale presente nel parco veniva utilizzata in passato come spogliatoio, in quanto nei pressi vi era collocato un campo da tennis. Si legge:"Sicura nella sua cinta boscosa, nascondendo tra colonnati di pini, teneri prati e aiuole fiorite, Villa Lazzara avvertì solo come un'eco l'invasione delle nuove dimore nei dintorni della vasta proprietà in mezzo alla quale sorgeva. Il cancello è un divieto cortese: limita il passo ma permette all'occhio di entrare, frugare e godere la vista di aiuole, alberi e statue".

## Il nome
La denominazione villa Maria, come attestato dalla lapide posta nella cappella della famiglia Lazzara presso il cimitero della Misericordia di Livorno, fu attribuita alla scomparsa della figlia del cav. Giovanni Lazzara, che nel 1905 morì di tisi. Si legge: "Moriva ventiduenne la soavissima Maria Adelaide Lazzara il XXVI di Luglio MCMV dopo quattro lunghi anni d'ineffabile martirio e i suoi disperati congiunti la videro lentamente dileguare dalla loro tenerezza infinita e non poterono che piangere o vane lacrime! Oh umana inutile scienza!"